# Bopyrus
Bopyrus es un género de crustáceo isópodo marino de la familia Bopyridae.

## Especies
- Bopyrus bimaculatus Chopra, 1923
- Bopyrus foliosus Krøyer, 1846
- Bopyrus squillarum Latreille, 1802